# Имурис (муниципалитет)
Имурис (исп. Imuris) — муниципалитет в Мексике, штат Сонора, с административным центром в одноимённом посёлке. Численность населения, по данным переписи 2020 года, составила 12 536 человек.

## Общие сведения
Название Imuris с языка индейцев пима можно перевести двояко: плато между реками или множество кремниевых фигур.
Площадь муниципалитета равна 2170 км², что составляет 1,2 % от площади штата, а наиболее высоко расположенное поселение Лас-Мучачас, находится на высоте 1309 метров.
Он граничит с другими муниципалитетами Соноры: на севере с Ногалесом и Санта-Крусом, на востоке с Кананеа и Ариспе, на юге с Кукурпе, и на западе с Магдаленой.

## Учреждение и состав
Муниципалитет был образован 13 мая 1931 года, по данным 2020 года в его состав входит 84 населённых пункта, самые крупные из которых:
| Код INEGI                  | Населённый пункт                                                               | Численность населения (2005 год) | Численность населения (2010 год) | Численность населения (2020 год) |
| -------------------------- | ------------------------------------------------------------------------------ | -------------------------------- | -------------------------------- | -------------------------------- |
| 035                        | Всего                                                                          | 10541                            | 12316                            | 12536                            |
| 0001                       | Имурис (исп. Imuris) 30°46′38″ с. ш. 110°51′42″ з. д. (административный центр) | 6273                             | 6841                             | 6924                             |
| 0013                       | Кампо-Карретеро (исп. Campo Carretero) 30°46′15″ с. ш. 110°51′16″ з. д.        | 984                              | 1252                             | 1265                             |
| 0058                       | Эль-Крусеро (исп. El Crucero) 30°46′22″ с. ш. 110°52′28″ з. д.                 | 527                              | 674                              | 748                              |
| 0026                       | Ла-Эстасьон (исп. La Estación) 30°46′38″ с. ш. 110°52′21″ з. д.                | 549                              | 664                              | 651                              |
| 0031                       | Лос-Ханос (исп. Los Janos) 30°50′14″ с. ш. 110°50′09″ з. д.                    | 331                              | 434                              | 628                              |
| 0033                       | Ла-Меса (исп. La Mesa) 30°44′34″ с. ш. 110°54′37″ з. д.                        | 345                              | 431                              | 389                              |
| 0309                       | Инвернадеро-Крис-П (исп. Invernadero Cris-P) 30°50′37″ с. ш. 110°50′19″ з. д.  | 135                              | 319                              | 372                              |
| 0050                       | Терренате (исп. Terrenate) 30°43′41″ с. ш. 110°55′19″ з. д.                    | 343                              | 461                              | 367                              |
| —                          | Прочие                                                                         | 1054                             | 1240                             | 1192                             |
| Названия на карте Генштаба |                                                                                |                                  |                                  |                                  |

## Экономическая деятельность
По статистическим данным 2000 года, работоспособное население занято по секторам экономики в следующих пропорциях:
- сельское хозяйство, скотоводство и рыбная ловля — 22,7 %;
- промышленность и строительство — 34,5 %;
- торговля, сферы услуг и туризма — 36,4 %;
- безработные — 6,4 %.

## Инфраструктура
По статистическим данным 2020 года, инфраструктура развита следующим образом:
- электрификация: 98,5 %;
- водоснабжение: 91,7 %;
- водоотведение: 98,2 %.